# Халинов
Халинов (пољ. Halinów) град је у Пољској у Војводству мазовском. По подацима из 2012. године број становника у месту је био 3612.

## Становништво
| 2012. |
| ----- |
| 3.612 |